# Serie A1 2010 (canoa polo maschile)
La serie A1 2010 è stata la seconda divisione del 18º Campionato italiano maschile di canoa polo dall'introduzione del regolamento ICF.

## Girone 1

### Composizione squadre
| Club                         | Città                 |
| ---------------------------- | --------------------- |
| ARCI Borgata Marinara Lerici | Lerici                |
| Gruppo Canoe Polesine        | Rovigo                |
| Canoa San Giorgio            | San Giorgio di Nogaro |
| Canoa Club Genova            | Genova                |
| Canoa Club Cagliari          | Cagliari              |
| Società Canottieri Ichnusa   | Cagliari              |
| Canoa San Miniato            | San Miniato           |
| Polisportiva Trezzano        | Trezzano sul Naviglio |
| Società Sportiva Murcarolo   | Genova                |
| LNI Ancona                   | Ancona                |
| ASD SNAP                     | Castel Gandolfo       |

### Classifica
|  |     | Classifica 2010   | Pti | G  | V  | N | P  | GF  | GS  | DR   |
|  | --- | ----------------- | --- | -- | -- | - | -- | --- | --- | ---- |
|  | 1.  | SS Murcarolo      | 57  | 20 | 19 | 0 | 1  | 149 | 38  | 111  |
|  | 2.  | SC Ichnusa        | 49  | 20 | 16 | 1 | 3  | 147 | 37  | 110  |
|  | 3.  | ARCI BM Lerici    | 43  | 20 | 14 | 1 | 5  | 74  | 49  | 25   |
|  | 4.  | Canoa San Miniato | 39  | 20 | 12 | 3 | 5  | 87  | 51  | 36   |
|  | 5.  | GC Polesine       | 30  | 20 | 9  | 3 | 8  | 62  | 52  | 10   |
|  | 6.  | CC Cagliari       | 27  | 20 | 8  | 3 | 9  | 68  | 71  | -3   |
|  | 7.  | Canoa San Giorgio | 26  | 20 | 8  | 2 | 10 | 74  | 78  | -4   |
|  | 8.  | LNI Ancona        | 23  | 20 | 7  | 2 | 11 | 79  | 94  | -23  |
|  | 9.  | CC Genova         | 21  | 20 | 6  | 3 | 11 | 31  | 51  | -20  |
|  | 9.  | Pol. Trezzano     | 6   | 20 | 2  | 0 | 18 | 109 | 83  | 26   |
|  | 10. | ASD SNAP          | 0   | 20 | 0  | 0 | 20 | 25  | 167 | -142 |

## Girone 2

### Composizione squadre
| Club                                        | Città                |
| ------------------------------------------- | -------------------- |
| Gruppo Canoe Roma                           | Roma                 |
| Mariner Canoa Club                          | Roma                 |
| Circolo Canottieri Antonio Offredi A.S.D. B | Amalfi               |
| No Limits Maiori                            | Maiori               |
| Canoa Club Napoli                           | Bacoli               |
| KST 2001 Siracusa B                         | Siracusa             |
| Lega Navale Italiana Taranto                | Taranto              |
| CUS Bari B                                  | Bari                 |
| Sport Club Ognina B                         | Catania              |
| UCK BARI                                    | Bari/Castel Gandolfo |
| Polisportiva Nautica Katana                 | Catania              |

### Classifica
|  |     | Classifica 2010 | Pti | G  | V  | N | P  | GF  | GS  | DR  |
|  | --- | --------------- | --- | -- | -- | - | -- | --- | --- | --- |
|  | 1.  | Mariner CC      | 60  | 20 | 20 | 0 | 0  | 154 | 18  | 136 |
|  | 2.  | PN Katana       | 49  | 20 | 16 | 1 | 3  | 100 | 42  | 58  |
|  | 3.  | UCK Bari        | 41  | 20 | 13 | 2 | 5  | 93  | 61  | 32  |
|  | 4.  | GC Roma         | 38  | 20 | 11 | 5 | 4  | 70  | 59  | 11  |
|  | 5.  | LNI Taranto     | 31  | 20 | 10 | 1 | 9  | 75  | 79  | -4  |
|  | 6.  | CC Napoli       | 30  | 20 | 9  | 3 | 8  | 71  | 56  | 15  |
|  | 7.  | SC Ognina B     | 23  | 20 | 7  | 2 | 11 | 60  | 81  | -21 |
|  | 8.  | CC Offredi B    | 14  | 20 | 4  | 2 | 14 | 44  | 85  | -41 |
|  | 9.  | NL Maiori       | 12  | 20 | 3  | 3 | 14 | 52  | 98  | -46 |
|  | 9.  | CUS Bari B      | 12  | 20 | 3  | 3 | 14 | 30  | 110 | -80 |
|  | 10. | KST Siracusa B  | 7   | 20 | 1  | 4 | 15 | 43  | 100 | -57 |